# Саки (гміна Кліщелі)
Саки (Сакі, пол. Saki) — село в Польщі, у гміні Кліщелі Гайнівського повіту Підляського воєводства. Населення — 131 особа (2011).

## Історія
Вперше згадується 1567 року як село колишніх путних бояр на службі нільського замку.
У 1975—1998 роках село належало до Білостоцького воєводства.

## Демографія
Демографічна структура станом на 31 березня 2011 року:
|          | Загалом | Допрацездатний вік | Працездатний вік | Постпрацездатний вік |
| -------- | ------- | ------------------ | ---------------- | -------------------- |
| Чоловіки | 66      | 9                  | 44               | 13                   |
| Жінки    | 65      | 8                  | 26               | 31                   |
| Разом    | 131     | 17                 | 70               | 44                   |

## Релігія
На сільському цвинтарі міститься дерев'яна парафіяльна церква святого Димитрія XVIII століття з дзвіницею XIX століття.